# Ольховый усачик
Ольховый усачик (лат. Phymatodes alni) — вид жуков-усачей рода Phymatodes (подрод Poecilium) из подсемейства настоящих усачей. Распространён в Европе, Турции, на Кавказе и в Казахстане. Длина тела взрослых насекомых 3—5 мм. Личинки кормятся на различных широколиственных деревьях, главным образом на дубе.